# Liste de localités des îles Cocos
Il n'y a pas de villes sur les îles Cocos, seulement une implantation d'importance (environ 500 habitants) : Bantam 12° 07′ 00″ S, 96° 54′ 00″ E. 
Ce hameau est situé sur Home Island et sa population comprend les Malais des Cocos, population malaise venue travailler sur l'archipel à partir du XIXe siècle.